# Bonaventura Cavalieri

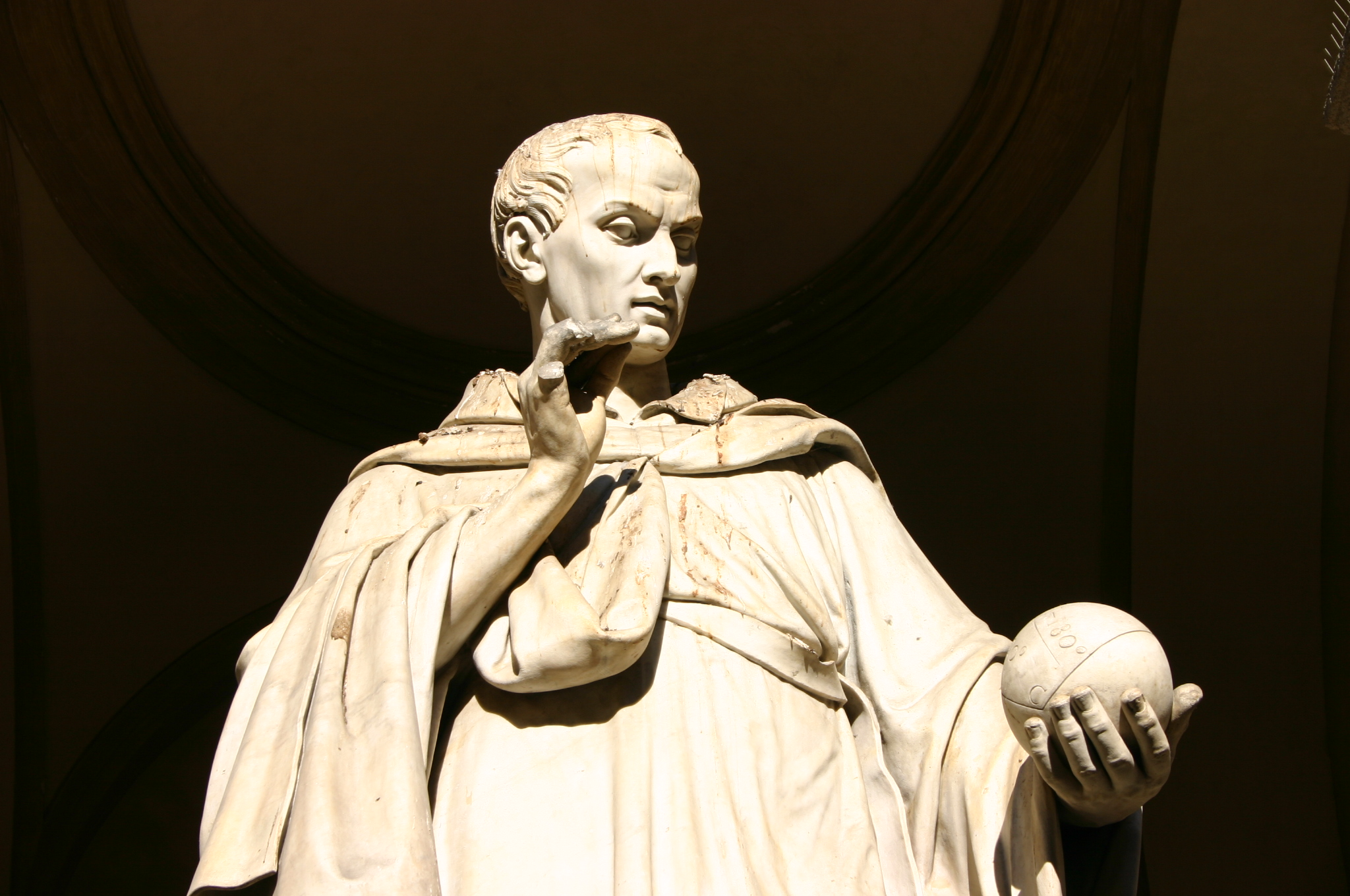
Statuia lui Cavalieri din Milano.

Bonaventura Cavalieri (n. 1598, Milano - d. 30 noiembrie 1647, Bologna) a fost un matematician și călugăr iezuit italian.
Cartea sa fundamentală este Geometria indivisibilius continuorum unde și-a publicat cercetările sale privind cercurile, elipsele, sferele, triunghiurile, paralelogramele, cilindrii și trunchiurile de con.
Cavalieri a ajuns sa pună în evidență o metodă - Principiul lui Cavalieri - de determinare a volumului unui corp.

## Biografie
A studiat la Universitatea din Pisa, unde a făcut cunoștință cu Galileo Galilei și Benedetto Castelli, care l-au stimulat să studieze matematica. Începând din 1629 a funcționat ca profesor de matematică la Universitatea din Bologna.
În 1629 a fost invitat la catedra de astronomie, devenită vacantă prin decesul astronomului Giovanni Antonio Magini.

## Activitate științifică
În 1626 a inventat metoda indivizibililor pentru determinarea ariilor și volumelor corpurilor și s-a ocupat și de problema mișcării.
Metoda indivizibililor va ocupa un loc important, unul intermediar între metoda exhaustivă și cea infinitezimală.
Această metodă i-a adus celebritatea lui Cavalieri.
Teoria indivizibililor va deveni un capitol important în teoria geometriei, deoarece ceea ce Cavalieri numea indivizibil va obține ulterior numele de element diferențial.
Această metodă a fost preconizată de Johannes Kepler și a fost perfecționată de Cavalieri.
Paternitatea descoperirii a fost contestată de Roberval.
Cavalieri a fost criticat mult timp de către unii matematicieni, care au considerat că metoda indivizibililor nu ar fi geometrică.
Prin rezultatele pe care le dădea, Cavalieri s-a impus în atenția tuturor matematicienilor din Italia, Franța și Anglia, ca Pascal, Wallis, Chasles, Kepler etc.
Metoda lui Cavalieri l-a ajutat pe Kepler să rezolve majoritatea problemelor sale de astronomie.
Cavalieri a efectuat cudratura spiralei lui Arhimede prin integrare în coordonate polare.
De asemenea, Cavalieri s-a ocupat și de stereometrie și a construit un telescop reflector.

## Scrieri
- 1632: La specchio ustorio avvero trattato delle settioni coniche
- 1635: Geometria indivizibilibus continuorum nova quadam ratione promota
- Trigonometria plana ac spherica, linearis ac logarithmica
- 1640: Rota planetaria.

Despre istoria și metodele lui Cavalieri a scris Michel Chasles în lucrarea sa: Aperçu historique sur l'origine et le développement des méthodes en géométrie (apărută în 1837).